# Knol
Knol è stato un progetto di Google che rendeva disponibile su internet un complesso di articoli di contenuto vario, compilati da utenti in maniera individuale e non anonima.. Abbandonato nel 2012, i contenuti non sono più visibili, ma rimane la possibilità di esportarli su WordPress.com.

## Lancio di Knol e abbandono del progetto
Il progetto, diretto da Udi Manber di Google è stato annunciato il 13 dicembre 2007 ed è stato aperto al pubblico in versione beta il 23 luglio 2008 con l'iniziale disponibilità di un centinaio di articoli a contenuto prevalentemente scientifico e medico.
Il 16 gennaio 2009, Google ha annunciato il traguardo di 100.000 articoli pubblicati, visitati da utenti sparsi in 197 paesi e territori del mondo. Nelle intenzioni le pagine di Knol sono state "ideate per essere la prima cosa che si avrà voglia di leggere quando si è in cerca di informazioni".
Il termine knol, definito da Google come "unità di sapere" ("unit of knowledge"), viene utilizzato sia per denominare i singoli articoli (knol, knols) che l'intero progetto (Knol).
Nel novembre 2011 Google annuncia lo stop allo sviluppo di Knol nel quadro del riordino aziendale teso a dismettere alcuni progetti giudicati improduttivi e dal 1º maggio 2012 i contenuti di knol non sono più visibili. Dopo tale data è possibile esportare i contributi su WordPress.com.

## Funzionamento di Knol
Ognuno degli utenti può creare (e gestire) nuovi knols, cioè nuovi articoli; l'autore che decide di contribuire non potrà scrivere knols in maniera anonima e, in generale, non potrà modificare gli articoli di altri autori. Nel dettaglio, l'autore di un articolo può scegliere se lasciare disponibili i propri knol soltanto per la modifica da parte di altri utenti da lui scelti come coautori, lasciare libertà di modifica anche ai lettori oppure chiudere la pagina alle modifiche e rimanerne l'unico autore. I contributi dunque rimangono in larga parte individuali.
Quando si esegue una ricerca, si ottengono spesso più knol che trattano dello stesso argomento, ognuno scritto da un diverso autore. I knol sullo stesso argomento, ad esempio i vari articoli sulla prima guerra mondiale, competono tra di loro per avere un maggior numero di visite, e ciò stimola i contributori a produrre articoli di qualità elevata.
Una volta avviata una ricerca di uno specifico argomento sul progetto Knol, il risultato viene proposto non come un semplice titolo di un'unica voce ma come un insieme di articoli relativi all'argomento desiderato, tra i quali il lettore può scegliere.

## Pubblicità e guadagno
Gli autori possono scegliere di includere nei propri knol messaggi pubblicitari suggeriti dal servizio Google AdSense di Google e guadagnare a seconda delle visite al proprio articolo. Il progetto Knol osserva una politica di vaglio sui contenuti dei singoli knol che identifica con chiarezza gli argomenti che non sono ritenuti compatibili col progetto. La nudità completa è ammessa in molti Paesi ma la pornografia e articoli di carattere esclusivamente promozionale o pubblicitario sono proibiti, come pure i contenuti violenti o discriminatori. Gli articoli creati per promuovere imprese, prodotti o servizi sono ammessi ma articoli privi di contenuto sostanziale e utilità, creati unicamente per generare entrate pubblicitarie tramite il servizio AdSense, sono proibiti.
Nel mese di ottobre 2008 Google ha inaugurato l'utilizzo di Knol anche come forum di discussione e ha attivato le versioni francese, italiana e tedesca, per incrementare il numero di contatti, che sembrava ristagnare.

## Critiche al progetto Knol
La struttura di Knol è stata ampiamente criticata. Knol è stato definito "deserto arido" di articoli copiati da altre risorse, cominciati e mai terminati, poco aggiornati e utilizzati dagli autori come vetrina promozionale. Le critiche più numerose sono arrivate all'incompiutezza e trascuratezza degli articoli e al fatto che talora essi siano presenti come copie tutte molto simili, configurando una sorta di spam della rete. Altre critiche sono state rivolte ai motivi per i quali gli utenti avrebbero dovuto scegliere di contribuire, chiaro riferimento alla possibilità di scrivere articoli prevalentemente per guadagnare denaro tramite Google AdSense. Secondo i detrattori, questi aspetti deficitari del progetto permangono anche dopo la pubblicazione del 100.000º articolo.

## Attivazione dell'utenza
Gli utenti che decidono di aderire al progetto, inizialmente si collegano a Knol tramite un account Google e in seguito forniscono le proprie generalità. Una volta iscritti, concedono a Google la possibilità di certificare la veridicità dei dati forniti attraverso sistemi che utilizzano la linea telefonica intestata all'utente oppure la carta di credito nominale. Google crede che "la possibilità di sapere chi scrive cosa, aiuterà gli utenti a migliorare sensibilmente l'uso dei contenuti presenti nella rete" e che "gli articoli includeranno le opinioni e i punti di vista degli autori che vorranno mettere in gioco, sulla rete, la loro reputazione".
I lettori, facendo il login al sito col proprio account di posta elettronica Google, potranno "votare" gli articoli migliori, lasciare un proprio commento e suggerire modifiche, similmente a ciò che accade agli articoli pubblicati su un blog. Quando il progetto fu annunciato, Manber precisò che "Google non avrà in nessun caso la funzione di editore e non avallerà nessuno dei contenuti. La responsabilità editoriale come pure il controllo di ogni singola voce spetta al proprio autore".
Tutti i knol possono essere pubblicati con tre tipi di licenze:
- Creative Commons CC-BY-3.0 che permette a chiunque il riutilizzo dei contenuti su cui sia presente il nome dell'autore;
- Creative Commons CC-BY-NC-3.0 che non concede il riutilizzo per fini commerciali;
- "All rights reserved" ossia una protezione totale dal reutilizzo del materiale, simile al copyright.[18][19]

Knol utilizza la funzione del linguaggio HTML "nofollow" per i link in uscita in modo da non influenzare le classifiche di siti dei motori di ricerca.

## Competitività
Knol è stato descritto allo stesso tempo come un rivale di siti di enciclopedie come Wikipedia, Citizendium e Scholarpedia e come un complemento di Wikipedia, poiché ne colma alcune lacune col suo formato completamente diverso.
La Fondazione no profit Wikimedia, proprietaria di Wikipedia e dei server che ospitano i progetti Wikimedia, ha salutato la nascita di Knol dichiarando che "più contenuti liberi di buona qualità vengono offerti, meglio è per il mondo".
Mentre le voci di Wikipedia vengono redatte in maniera collettiva da più utenti anonimi utilizzando il concetto di "punto di vista neutrale", Knol darà spazio all'esperienza e alla competenza individuale utilizzando la professionalità dei singoli autori che compaiono in calce all'articolo col proprio nome e cognome.
Nonostante la risposta ufficiale di Wikimedia e le differenze di formato tra i due progetti, l'ex presidente di Wikimedia Foundation Florence Devouard ha espresso preoccupazione per la potenziale minaccia nei confronti di Wikipedia che Knol creerà in termini di concorrenza.
Dopo la pubblicazione della versione beta di Knol, il responsabile di produzione di Google Cedric Dupont, in risposta a quanti supponevano che Google avesse lanciato Knol per mettere alle corde Wikipedia, ha affermato "Google è contenta del grande successo di Wikipedia. Chiunque tenti di danneggiarla danneggerebbe anche noi". Il New York Times rilevò delle somiglianze nel design dell'interfaccia di Knol e Wikipedia, ad esempio l'uso dello stesso carattere tipografico. Una coincidenza, secondo Dupont, essendo il carattere tipografico in questione ampiamente diffuso e di utilizzo comune.
Rispetto al formato proposto, secondo alcuni Knol sembra assomigliare più a About.com che a Wikipedia. Secondo Wolfgang Hansson, giornalista del DailyTech, Knol probabilmente era stato inizialmente progettato per subentrare ad About.com quando il sito fu messo sul mercato. Hansson ha riferito che diverse fonti a conoscenza della vendita fecero circolare la voce che Google stesse per acquisire About.com per poi modificarne l'impostazione al fine di renderla simile allo stile di un'enciclopedia i cui contenuti vengono scritti dagli utenti, modifica strutturale che per About.com avrebbe comportato il licenziamento di quasi tutti i 500 redattori che sul sito svolgevano la funzione di "Guida" per introdurre i lettori ai vari contenuti.

## Conflitto di interessi
Si è a lungo dibattuto se i risultati delle ricerche effettuate col motore di ricerca Google fossero a rischio di neutralità in presenza di un possibile conflitto di interessi per la presenza online di Knol. Secondo Dany Sullivan, direttore del Search Engine Land, "Il traguardo raggiungibile da Google di rendere più facili da trovare le pagine di Knol potrebbe entrare in conflitto con la peculiarità di rimanere un motore di ricerca neutrale". Jeff Chester, executive director del Center for Digital Democracy, ha sollevato analoghe perplessità "Venendo al nocciolo, c'è un conflitto implicito tra le attività imprenditoriali di Google e i suoi obiettivi di tipo sociale. Ciò a cui stiamo assistendo è un passaggio graduale di Google a modelli di comunicazione pilotati principalmente dagli investimenti pubblicitari in cui il denaro avrà un impatto sempre maggiore sui contenuti cui le persone hanno rapido accesso".
A queste obiezioni è stato risposto che Google già possiede una grande quantità di contenuti accessibili su vasta scala ad esempio in siti come Google Base, Google Pages, YouTube, Blogger e Google Groups, e che non ci sono grosse differenze in questo caso. Nicholas Carr, noto opinionista in materia di tecnologie, ha respinto le accuse su possibili manipolazioni dei risultati delle ricerche di Google affermando che la stessa Google si limita a sperare che le più importanti voci di Knol guadagnino posizioni in classifica in modo naturale, e sfidando Wikipedia in questo nuovo campo che promette di portare a Google nuovi introiti pubblicitari.
Sin dalla presentazione di Knol nel dicembre 2007, l'attenzione di alcuni commentatori si è rivolta ai motivi e al ruolo di Google come creatore di contenuti e non di semplice organizzatore. Jack Schofield del quotidiano inglese The Guardian ha sostenuto che "Knol rappresenta un attacco all'industria dei media in generale".